# شیخ هیبت
شیخ‌هیبت (به لاتین: Şıxheybət) یک منطقه مسکونی در جمهوری آذربایجان است که در شهرستان تووز واقع شده است. شیخ هیبت ۴۲۷ نفر جمعیت دارد.